# Фонте Тудико (Пескара)
Фонте Тудико (итал. Fonte Tudico) је насеље у Италији у округу Пескара, региону Абруцо.
Према процени из 2011. у насељу је живело 27 становника. Насеље се налази на надморској висини од 263 м.